# Communauté de communes de la Petite Montagne (Marne)
Pour les articles homonymes, voir Communauté de communes de la Petite Montagne (Jura).
La Communauté de communes de la Petite Montagne est une ancienne communauté de communes française, située dans le département de la Marne et la région Champagne-Ardenne. 
Elle a été supprimée le 1er janvier 2014, et son territoire intégré dans la nouvelle communauté de communes du Nord Champenois.

## Historique
L'intercommunalité a été créée par arrêté préfectoral le 6 décembre 1994.
Conformément aux prévisions du schéma départemental de coopération intercommunale (SDCI) de la Marne du 15 décembre 2011, quatre petites intercommunalités de la Marne : 
-  la Communauté de communes de la Colline ;
- la Communauté de communes de la Petite Montagne ;
- la communauté de communes des Deux Coteaux ;
- la communauté de communes du Massif ;

ont fusionné le 1er janvier 2014 pour créer la communauté de communes du Nord Champenois,.

## Territoire communautaire

### Composition
La Communauté de communes de la Petite Montagne était composée de quatre communes :
- Cauroy-lès-Hermonville ;
- Cormicy ;
- Pouillon ;
- Villers-Franqueux.

## Politique et administration

### Siège
La communauté de communes avait son siège à Cormicy, Place d'Armes.

### Élus
La communauté de communes était administrée par un conseil communautaire constitué de représentants de chaque commune, élus en leur sein par les conseils municipaux, à raison de trois délégués par commune.

### Liste des présidents
| Période                                  | Période       | Identité    | Étiquette | Qualité                                   |
| ---------------------------------------- | ------------- | ----------- | --------- | ----------------------------------------- |
| Les données manquantes sont à compléter. |               |             |           |                                           |
| 2008 ou avant                            | décembre 2013 | Guy Lecomte |           | Maire de Cauroy-lès-Hermonville (2001 → ) |

### Compétences
L'intercommunalité exerçait les compétences qui lui avaient été transférées par les communes membres, conformément aux dispositions légales.